# Río Puchka
Puchca o Puchka es un río del Perú en el departamento de Áncash, uno de los principales tributarios del río Marañón.

## Recorrido
Localizado en la Sierra Oriental de Ancash, el río Puchca se forma mediante la unión de los ríos Huari y Mosna, en el punto donde se encuentra los distritos de Huari, Cajay, Masin y Huachis; en la provincia de Huari.
De hecho ambos márgenes se ubican totalmente en la provincia de Huari, hasta que recibe al riachuelo Shuncuy, uno de sus afluentes, para así hacer de límite natural de las provincias de Huari en su margen sureste y Antonio Raimondi (también perteneciente a Áncash) en su margen noroeste, hasta su desembocadura en el margen sur del río Marañón frente a la provincia huanuqueña Huacaybamba, el cual se ubica en el propio margen norte del río mencionado, el cual su recorrido es en sentido sureste - noroeste.
Al inicio el curso de agua del Puchka es casi paralelo al del río Marañón, hasta el punto 9°13′42.91″S 76°43′42.91″O / -9.2285861, -76.7285861 en el que Marañón cambia de dirección norte a noroeste, lo cual permite al Puchka ser su afluente por no cambiar su rumbo a diferencia.

## Relieve

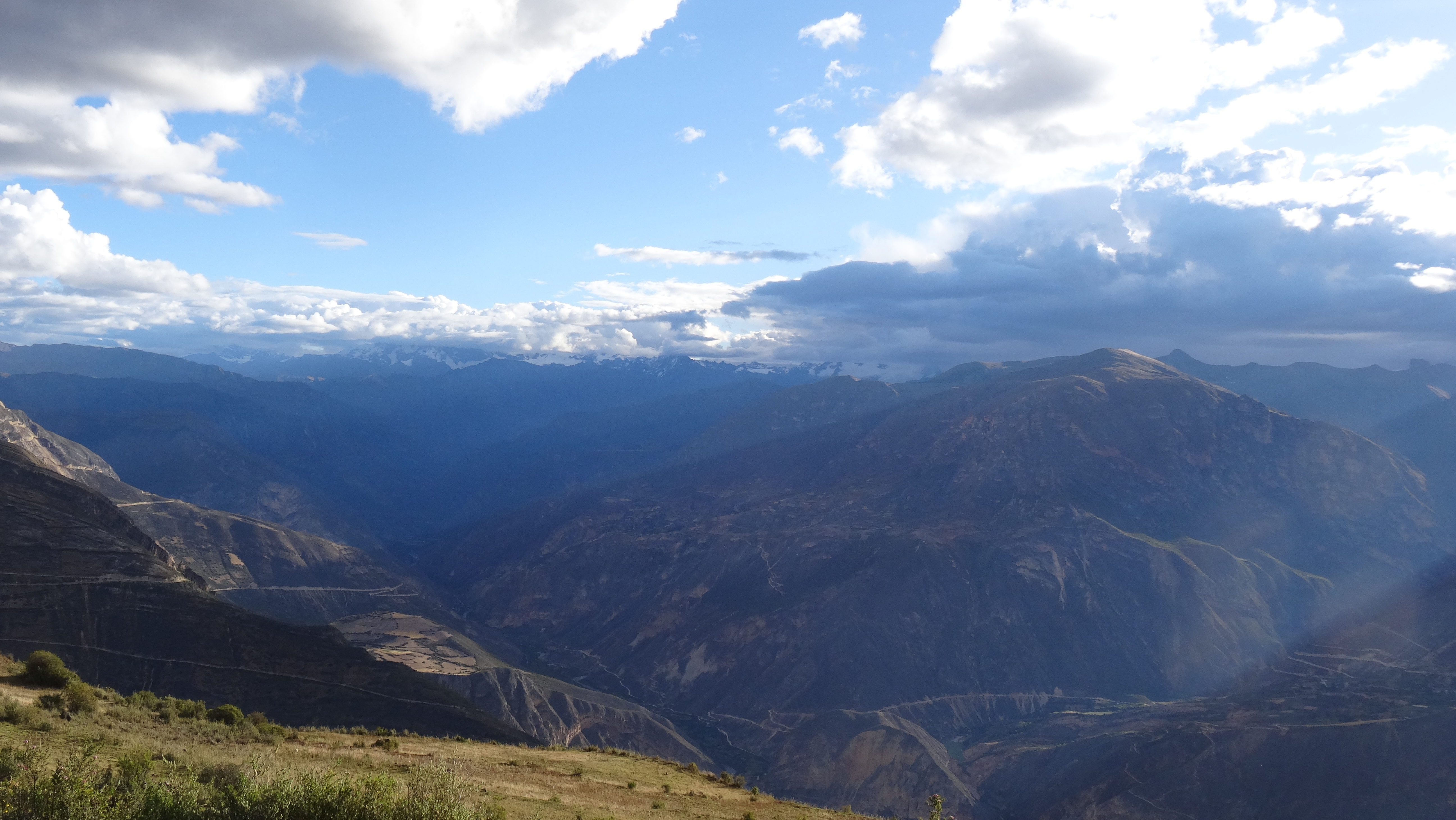
Valle del río Puchka desde el límite de los distritos de Pontó y Huacachi.

Su recorrido ha erosionado profundamente parte de la vertiente oriental de la Cordillera Blanca, formando un amplio valle cuyo tamaño casi se compara con el que forma el río Marañón. Si bien el margen del río es por lo general de relieve suave formando playas, sin embargo el último tramo del Puchka, poco antes de unirse al Marañón, se convierte en un profundo desfiladero de paredes casi verticales, en cuyo margen oriental correspondiente a Huari pasando por la parte baja del distrito de Paucas, la carretera hacia Huacaybamba, formando uno de los recorridos más impresionantes.
El ecosistema que predomina en su cauce es de la clasificación Yunga Fluvial.

## Galería
- Wikimedia Commons alberga una categoría multimedia sobre Río Puchka.